# Мумбар
Мумбар — село в пакистанській провінції Пенджаб . Воно розташование на координатах 32°59'10N 73°49'10E, і на висоті 229 метрів (754 фути). 